# Potamotrygon henlei
Il trigone del fiume Tocantins (Potamotrygon henlei) è una specie di razza d'acqua dolce del genere Potamotrygon, della famiglia Potamotrygonidae. È endemico del bacino inferiore del fiume Tocantins e del bacino dell'Araguaia, in Brasile, predilige i fondali fangosi. Viene talvolta tenuto in cattività. Questa razza è generalmente comune e la sua popolazione è aumentata dopo il completamento della diga di Tucuruí, a differenza di molte altre specie nella zona.

## Descrizione
P. henlei può raggiungere i 71 cm di larghezza del disco e 104,2 cm di lunghezza totale. È sostituito dall'affine P. rex nel bacino centrale e superiore di Tocantins, quest'ultima specie può essere distinta per le sue macchie giallo-arancioni concentriche. Altri due parenti stretti in cui le macchie sono bianco-giallastre (come in P. henlei) si trovano in altri fiumi brasiliani: P. leopoldi nel bacino del Xingu, e P. albimaculata nel bacino del Tapajós. Rispetto a P. leopoldi, P. henlei è più opaco, apparendo nerastro o grigio-marrone scuro (in contrasto con il nero più profondo di P. leopoldi), e la sua parte ventrale ha un grande centro bianco e ampi bordi bruni (è invece per lo più brunastra-scura in P. leopoldi). Rispetto a P. albimaculata, P. henlei presenta macchie bianco-giallastre più grandi sulla parte dorsale.